# Rheinpark Stadion
Rheinpark Stadion je národní sportovní stadion ve Vaduzu, na němž hraje své domácí zápasy lichtenštejnská fotbalová reprezentace a klub FC Vaduz.
Stadion byl oficiálně otevřen 31. července 1998 zápasem mezi FC Vaduz (tou dobou držitelem lichtenštejnského poháru) a německým týmem 1. FC Kaiserslautern (tou dobou vítězem německé Bundesligy). 1. FC Kaiserslautern zvítězil 8:0. Stadion leží na břehu řeky Rýn nedaleko hranic se Švýcarskem. Kapacita stadionu je 6 127 sedících diváků. S místy na stání činí celková kapacita 7 789 míst.

## Externí odkazy

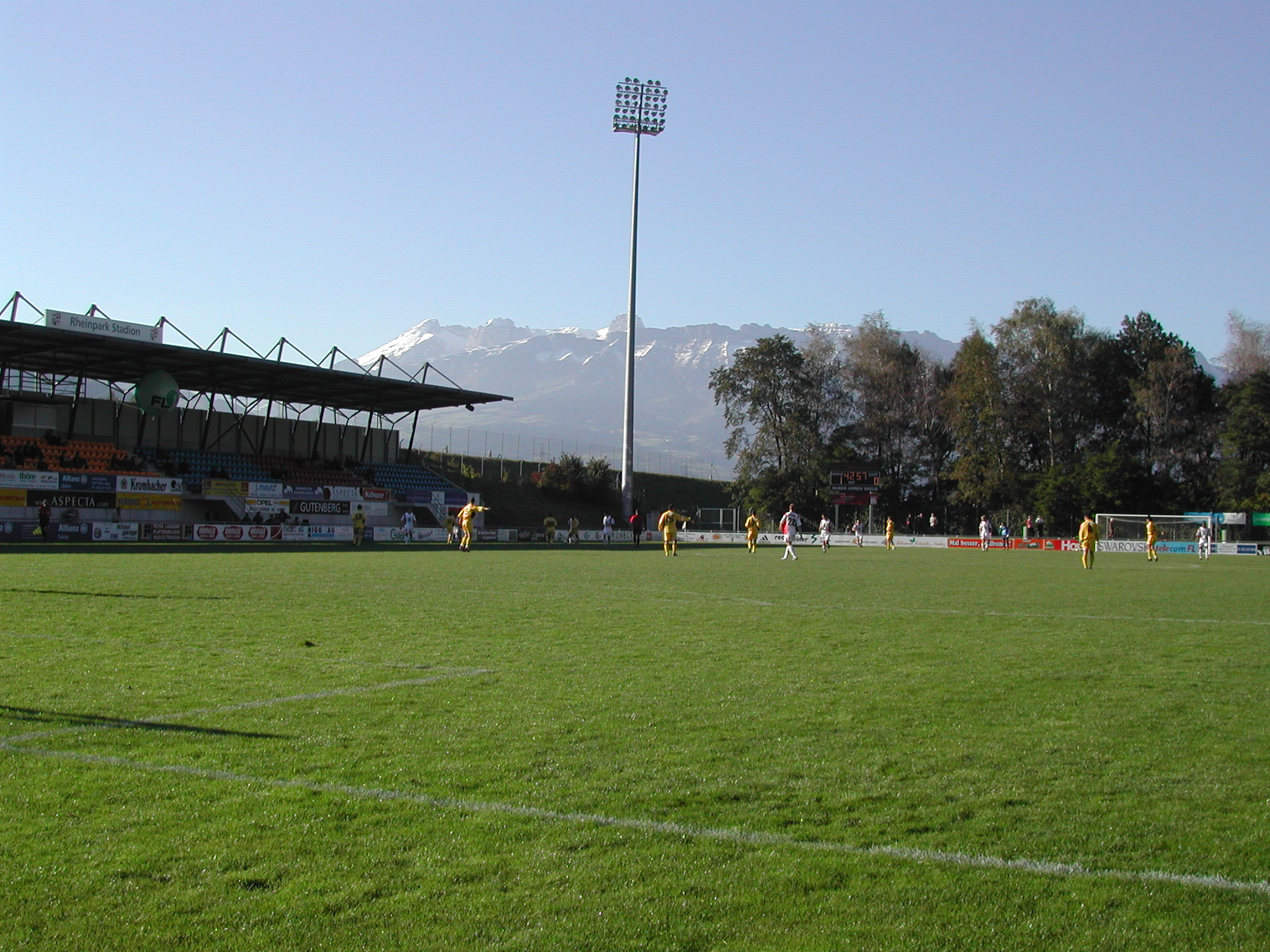
Rheinpark Stadion